# Leyla Zana

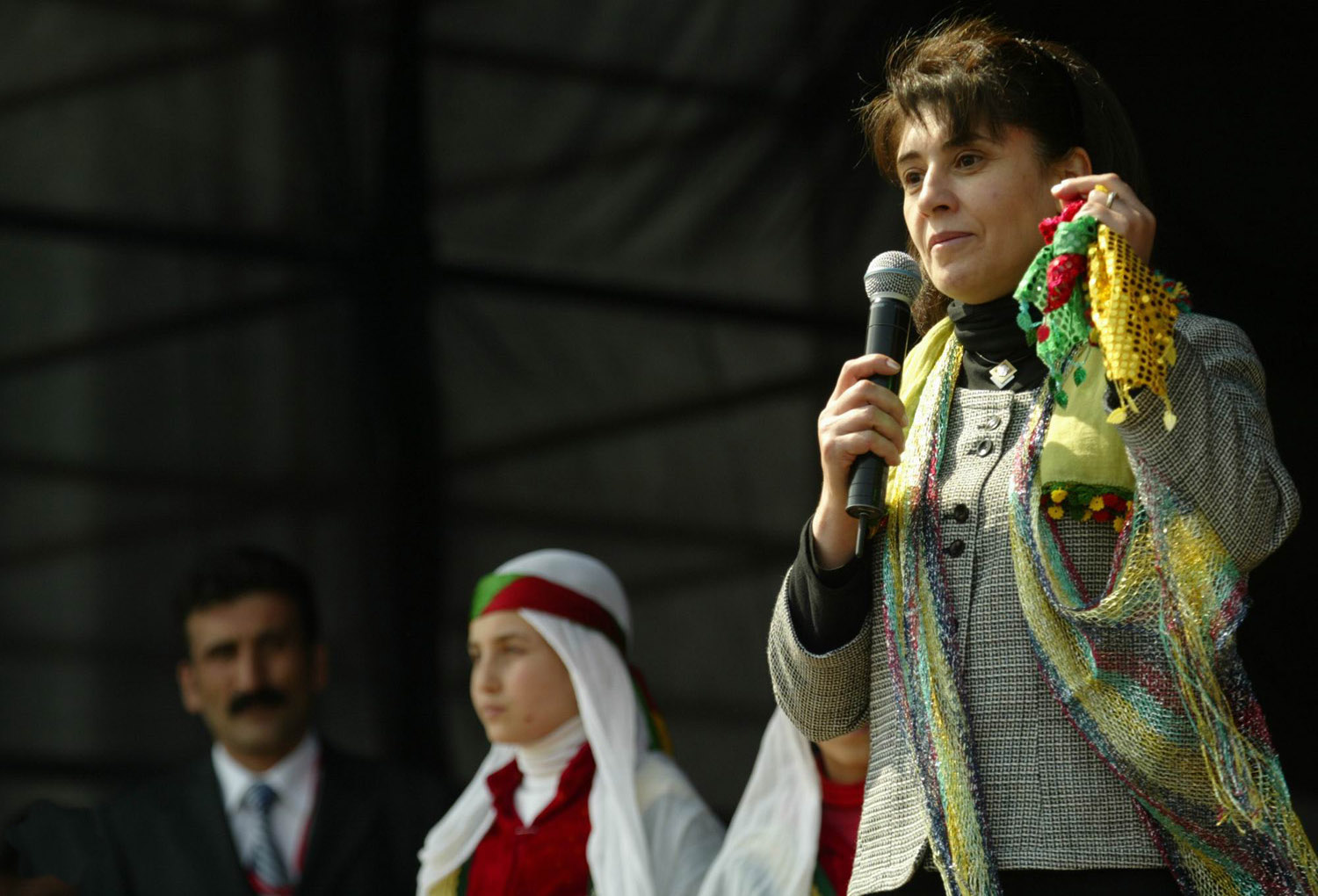
Leyla Zana nói chuyện trong lễ mừng tân niên ở Diyarbakir, ngày 21.3.2007.

Leyla Zana (sinh ngày 03 tháng 5 năm 1961), là một nữ chính trị gia người Kurd gốc từ miền Đông Thổ Nhĩ Kỳ, người đã bị cầm tù trong 10 năm vì nói tiếng Kurd - ngôn ngữ mẹ đẻ của bà - tại Quốc hội Thổ Nhĩ Kỳ sau khi tuyên thệ nhậm chức nghị sĩ của mình, và vì những hoạt động chính trị của bà bị cáo buộc là chống lại sự thống nhất của Thổ Nhĩ Kỳ. Bà là một thành viên của Đảng Xã hội Dân chủ thân người Kurd, trong một thời gian ngắn. Bà bị cấm tham gia bất kỳ đảng phái chính trị nào trong 5 năm cùng với quyết định của Tòa án Hiến pháp cấm đảng này.
Năm 1994, bà được trao Giải tưởng niệm Thorolf Rafto. Năm 1995 và 1998 bà được đề cử cho giải Nobel Hòa bình. Năm 1995 bà được trao Giải Bruno Kreisky và được nghị viện châu Âu trao giải thưởng Sakharov, nhưng không thể tới nhận giải cho đến khi được thả ra trong năm 2004.

## Tiểu sử
Bà sinh ngày 3 tháng 5 năm 1961 ở Silvan gần Diyarbakır, ở vùng Đông Nam của Thổ Nhĩ Kỳ. Khi lên 14 tuổi, bà đã kết hôn với Mehdi Zana là thị trưởng của Diyarbakır cho đến khi giới quân sự làm cuộc đảo chính ngày 12.9.1980, và sau đó trở thành một tù nhân chính trị.
Năm 1991 bà trở thành phụ nữ người Kurd đầu tiên được bầu vào quốc hội Thổ Nhĩ Kỳ. Bà đã tạo ra một scandal khi nói tiếng Kurd ở quốc hội sau khi tuyên thệ nhậm chức, vì nói tiếng Kurd trong lĩnh vực công cộng là một tội hình sự ở Thổ Nhĩ Kỳ. Tiếng Kurd, ngay cả khi nói ở khu vực tư, cũng bị coi là bất hợp pháp trong nhiều thập kỷ ở Thổ Nhĩ Kỳ.
 Tôi thề bằng danh dự và nhân phẩm của tôi trước đại dân tộc Thổ Nhĩ Kỳ, là bảo vệ sự toàn vẹn lãnh thổ và độc lập của quốc gia, sự thống nhất không thể phân chia của dân tộc và quê hương, cùng chủ quyền vô điều kiện, không thể tranh cãi của nhân dân. Tôi thề trung thành với Hiến pháp. Tôi nói lời tuyên thệ này vì tình huynh đệ giữa nhân dân Thổ Nhĩ Kỳ và nhân dân Kurd.
Chỉ có câu cuối cùng của lời tuyên thệ đã được nói bằng tiếng Kurd: "Tôi nói lời tuyên thệ này vì tình huynh đệ anh giữa nhân dân Thổ Nhĩ Kỳ và nhân dân Kurd." 
Mặc dù Zana được quyền miễn bị truy tố vì là nghị sĩ quốc hội, nhưng sau khi bà gia nhập Đảng Dân chủ, một đảng bị cấm, thì quyền miễn trừ của bà đã bị tước bỏ. Trong tháng 12 năm 1994, cùng với bốn nghị sĩ Đảng Dân chủ khác (Hatip Dicle, Selim Sadak và Orhan Dogan), bà đã bị bắt và bị buộc tội phản quốc vì là thành viên trong Đảng Lao động Kurdistan vũ trang (PKK). Các cáo buộc tội phản quốc đã không nêu ra trước tòa án, và Zana bác bỏ việc mình gia nhập đảng PKK, nhưng bằng việc truy tố dựa trên các lời khai được cho là đạt được từ nhân chứng bị tra tấn, Zana và những người khác đã bị kết án 15 năm tù giam. Khi nghe tuyên án, bà khẳng định:
 Đây là một âm mưu. Những gì tôi bảo vệ là hoàn toàn rõ ràng. Tôi không chấp nhận bất kỳ lời cáo buộc nào trong số này. Và, nếu chúng đúng sự thực thì tôi sẽ chịu trách nhiệm, ngay cả nếu tôi phải mất mạng. Tôi đã bảo vệ nền dân chủ, nhân quyền, và tình huynh đệ giữa các dân tộc. Và tôi sẽ tiếp tục làm như vậy cho đến khi nào tôi còn sống.
Bà đã được tổ chức Ân xá Quốc tế công nhận là tù nhân lương tâm. Năm 1994 bà được trao giải thưởng Rafto và năm 1995, bà đoạt giải thưởng Sakharov của Nghị viện châu Âu. Bà cũng đoạt giải thưởng Bruno Kreisky. Năm 1998 bản án của bà đã bị tăng thêm vì một lá thư bà viết đăng trên một tờ báo tiếng Kurd, được cho là đã bày tỏ quan điểm ủng hộ người ly khai đã bị cấm chỉ. Trong khi ở tù, bà đã xuất bản một cuốn sách nhan đề "Các bài viết từ nhà tù" (Writings from Prison).
Với việc Thổ Nhĩ Kỳ nộp đơn xin gia nhập Liên minh châu Âu, Liên minh đã liên tục kêu gọi Thổ Nhĩ Kỳ thả bà dựa trên nhân quyền, và tỏ thái độ rõ ràng bằng việc trao cho Zana giải thưởng Sakharov năm 1995.
Năm 2001, Tòa án Nhân quyền châu Âu phán quyết chống lại Thổ Nhĩ Kỳ sau khi xem xét lại phiên tòa xét xử bà, mặc dù Thổ Nhĩ Kỳ đã không công nhận kết quả; tuy nhiên năm 2003 một luật hài hòa mới đã cho phép lập các phiên tòa xét xử lại dựa trên quyết định của Tòa án Nhân quyền châu Âu. Năm 2002, một bộ phim có tên The Back of the World, do nhà làm phim người Tây Ban Nha-Peru Javier Corcuera đạo diễn, đã khảo sát trường hợp của bà. Vào tháng 4 năm 2004, trong một phiên xử mà các bị cáo thường xuyên tẩy chay, việc buộc tội và bản án của họ đã được khẳng định. Tháng 6 năm 2004, sau khi một công tố viên yêu cầu huỷ bản án trước dựa trên một chi tiết hình thức nhỏ trong bộ luật, Toà thượng thẩm đã ra lệnh phóng thích Zana và những người khác.
Tháng 1 năm 2005, Tòa án Nhân quyền châu Âu phán quyết rằng Thổ Nhĩ Kỳ đã vi phạm quyền tự do ngôn luận của bà và yêu cầu chính phủ Thổ Nhĩ Kỳ trả cho bà cùng mỗi bị cáo khác 9.000 €. Zana và những người khác công bố việc thành lập phong trào chính trị mới "Phong trào Xã hội Dân chủ" (Democratic Society Movement viết tắt là DTH). Ngày 17 tháng 8 năm 2005, Đảng Xã hội Dân chủ (DTP) được thành lập như là sự hợp nhất giữa Đảng Dân chủ Nhân dân (DEHAP) và Phong trào Xã hội Dân chủ (DTH).

## Các hoạt động chính trị hiện nay

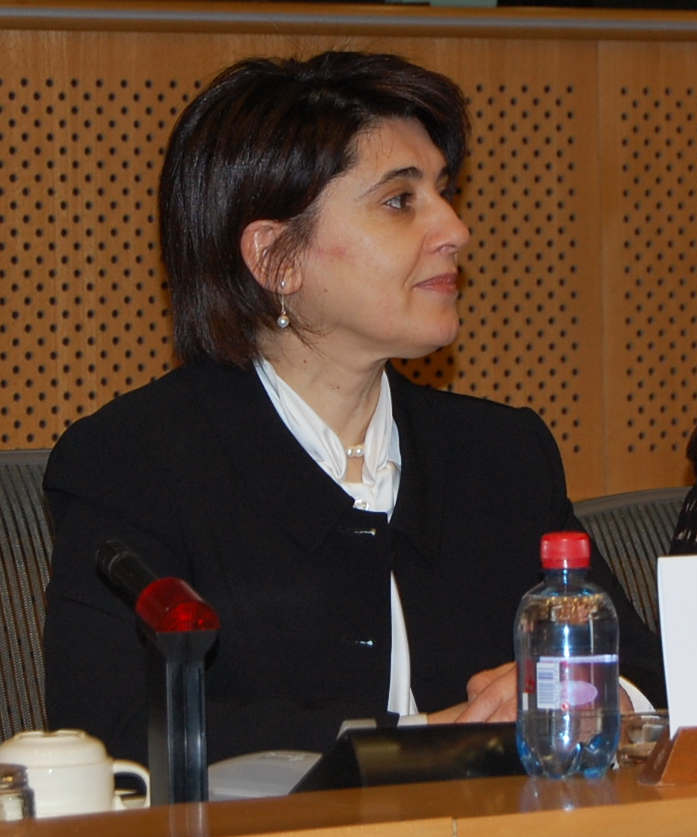

Năm 2007, Zana hoạt động về vấn đề nhân quyền ở Thổ Nhĩ Kỳ và làm việc trong một đảng mới do bà đồng sáng lập năm 2005. Một ý tưởng gây tranh cãi do bà đề xuất là tái tổ chức Thổ Nhĩ Kỳ thành một nước liên bang, mà một trong các bang là Kurdistan.
Tháng 4 năm 2008, Zana bị nhà chức trách Thổ Nhĩ Kỳ kết án 2 năm tù vì bị cho là "tuyên truyền khủng bố rộng rãi" khi nói trong một bài diễn văn: "Người Kurd có 3 lãnh tụ, đó là Massoud Barzani, Celal Talebanî và Abdullah Ocalan." (Massoud Barzani là chủ tịch vùng liên bang Kurdistan ở Iraq, Celal Talabani là chủ tịch khối sắc tộc Kurd của Iraq, và Abdullah Ocalan là lãnh tụ đảng PKK của người Kurd bị cầm tù ở Thổ Nhĩ Kỳ).
Tháng 12 năm 2008, Zana đã bị Tòa án Thổ Nhĩ Kỳ kết án thêm 10 năm tù. Tòa án phán quyết rằng bà đã vi phạm luật hình sự và luật chống khủng bố của Thổ Nhĩ Kỳ. Ủy ban công dân Thổ Nhĩ Kỳ Liên hiệp châu Âu (European Union Turkey Civic Commission) kêu gọi Liên minh châu Âu và cộng đồng quốc tế phải có hành động chính trị và mạnh mẽ lên án Thổ Nhĩ Kỳ vì đã kết án Leyla Zana thêm 10 năm mới trong tù Leyla Zana đã gửi lời tuyên bố sau đây tới Ủy ban công dân Thổ Nhĩ Kỳ Liên hiệp châu Âu:
"Vụ (án) chống lại tôi là một vi phạm quyền tự do tư tưởng, và là một mối đe dọa cho mọi người Kurd ở Thổ Nhĩ Kỳ. Quyết định của tòa án chỉ là một cách khác để đàn áp, làm cho im lặng và trừng phạt người Kurd. Tâm địa của người cai trị đất nước này là vấn đề có thể giải quyết bằng các phương tiện phản dân chủ cùng đàn áp, và việc xét xử không công bằng có thể tạo ra sự an bình chính trị và xã hội. Nhưng bất chấp tất cả điều này, nhân dân của chúng tôi sẽ đòi hỏi các quyền chính đáng của họ, và sẽ tiếp tục cuộc đấu tranh cho mục tiêu này dù lâu dài, nếu cần".
Ngày 28 tháng 7 năm 2009, Tòa án Hình sự cấp cao thứ tư của Diyarbakir đã kết án Leyla Zana 15 tháng tù vì đã đọc một bài diễn văn ở Trường nghiên cứu phương Đông và châu Phi (School of Oriental and African Studies) thuộc Đại học London. 

Tháng 12 năm 2009, Thổ Nhĩ Kỳ đã cấm đảng Xã hội Dân chủ (DTP) do bị cho là có liên hệ với đảng PKK và Leyla Zana cũng như Ahmet Türk, Aysel Tuğluk, Nurettin Demirtaş, Selim Sadak và 30 các chính trị gia người Kurd khác đã bị cấm hoạt động chính trị trong 5 năm
.
Ngày 07 tháng 4 năm 2010, tòa án Thổ Nhĩ Kỳ kết án Leyla Zana 3 năm tù cho tội "tuyên truyền khủng bố rộng rãi".